# K9Copy
K9Copy 是一個自由、開源的DVD備份和DVD製作程序用於Unix-like作業系統 ，如 Linux和BSD 。許可遵從GNU General Public License。

## 功能
K9Copy 提供幾種方法來備份 DVD和利用libdvdcss規避CSS 防拷技術 。
此軟件在用戶的電腦提供DVD刻錄機，可以直接備份單層的 DVD-5  。同樣，直接備份雙層的DVD-9是需要雙層DVD刻錄機。
K9Copy能夠將雙層DVD-9的內容移到一個單層DVD-5 。界面允許用戶以明確保留或丟棄任何來自原來光盤的內容，如影片標題、音軌、字幕和DVD菜單。所有選定的備份內容壓縮到一個配置的檔案大小 （ 默認情況下4400 MB），並存儲在用戶的硬盤驅動器作成一個ISO 映像檔案或DVD VIDEO TS的文件夾。K9Copy 可以轉換的備份數據到空白的DVD ± R媒體本身或利用外部DVD製作軟件，如K3b完成這項任務。 此外， K9Copy 製作出的 ISO映像檔案可以使用任何軟件記錄到DVD，在任何平台都能夠記錄 ISO映像到光盤。

## 外部連結
- Official K9Copy page at Sourceforge.net（页面存档备份，存于）
- Recent K9Copy installation packages for Ubuntu at getdeb.net